# Малый Яломан (село)
Малый Яломан   (алт. Кыныраар) — село в Онгудайском районе Республики Алтай России. Входит в состав Ининского сельского поселения. 

## География
Расположено в  горно-степной зоне  центральной части Республики Алтай и находится у впадения реки Малый Яломан в р. Катунь.
Уличная сеть состоит из четырёх географических объектов: ул. Катунская,  ул. Новая,  ул. Садовая,  ул. Центральная
Абсолютная высота  690 метров выше уровня моря
.

## Население
| 2010 | 2011 | 2012 | 2013 | 2014 | 2015 |
| ---- | ---- | ---- | ---- | ---- | ---- |
| 219  | ↘218 | ↘215 | ↘211 | ↗216 | ↘214 |
| 2016 |      |      |      |      |      |
| ↗219 |      |      |      |      |      |

Национальный состав
Согласно результатам переписи 2002 года, в национальной структуре населения алтайцы составляли 100 % от общей численности населения в 266 жителей

## Известные жители, уроженцы
Ногон (Николай) Шумаров (род. 9 июля 1947 село Малый Яломан, Ойротская автономная область, СССР) — режиссёр, актёр, драматург, певец и композитор. Заслуженный артист Российской Федерации (1999)

## Инфраструктура
Личное подсобное хозяйство. Животноводство.

## Транспорт
Село стоит у федеральной автомобильной трассы Р-256 «Чуйский тракт».
Просёлочные дороги.